# Claus von Below-Saleske
Konrad Alexander Konrad Claus von Below-Saleske (né le 8 avril 1866 à Saleske, mort le 14 août 1939 à Berlin) est un diplomate allemand.

## Biographie
Claus von Below-Saleske, troisième fils de Nikolaus von Below (de) et de Sophie Varnbüler von und zu Hemmingen, étudie le droit à l'université de Göttingen et devient membre du Corps Saxonia Göttingen. À son entrée dans la fonction d'État, il est en 1891 attaché du service diplomatique. Après un premier service en 1892 à la légation de Bruxelles et en 1893 à Londres, il travaille de 1894 à 1896 au consulat général du Caire puis à l'ambassade de Constantinople en tant que secrétaire de légation. En 1898, il est employé à l'ambassade de Madrid et en 1899 à la légation de Stockholm. À l'époque de la révolte des Boxers, il est conseiller de légation et chargé d'affaires à Pékin, puis à Vienne, Lisbonne, Athènes et Constantinople. En 1908, il est consul général à Calcutta.
À la place de Gisbert von Romberg (de), il devient en 1910 ambassadeur en Bulgarie puis part en 1912, Gustav Michahelles lui succède. Il assiste à la première guerre balkanique, quand le gouvernement allemand tente de modérer la Bulgarie en janvier 1913, cependant les condoléances de la Bulgarie sont strictement rejetées début février 1913.
En 1913, il succède à Hans von Flotow comme ambassadeur de Belgique jusqu'à l'éclatement de la Première Guerre mondiale en 1914.
Le 2 août 1914, il présente au ministère des Affaires étrangères de la Belgique une note verbale dans laquelle l'Empire allemand estime que la France a l'intention de poursuivre l'Allemagne sur le territoire belge. Pour cette raison, le soir du 2 août 1914, le chef du Grand État-Major général, le Generaloberst Helmuth Johannes Ludwig von Moltke, demande si l'Allemagne serait autorisée à passer librement en Belgique en cas de « guerre imminente contre la France et la Russie ». Cette demande devait être rejetée avec la plus grande rigueur par Albert Ier, roi des Belges, qui dès le lendemain matin, devant les chambres réunies, rejeta l'ultimatum allemand et déclara la guerre à l'Allemagne. Le jour même, à cheval, le Roi, chef de l'armée belge, prit la tête de ses troupes.
Au moment de la Première Guerre mondiale, il est début 1915 délégué à Tilsit et à Libau et de l'automne 1917 jusqu'à la fin de la guerre en tant que délégué à Bucarest.
Après la guerre, il est nommé chef de la gestion de la cour et de l'administration des richesses du prince Frédéric-Henri de Prusse.

## Source, notes et références
- (de) Cet article est partiellement ou en totalité issu de l’article de Wikipédia en allemand intitulé « Claus von Below-Saleske » (voir la liste des auteurs).